# 草原绢蒿
草原绢蒿（学名：Seriphidium schrenkianum）是菊科绢蒿属的植物。分布在俄罗斯、蒙古以及中国大陆的新疆等地，生长于海拔130米至1,000米的地区，常生长在荒漠化草原、滩地、强盐碱性的土壤上、盐渍化、草甸状草原、冲积平原、山谷以、阶地、河湖岸边、荒地、草原及半固定沙丘附近的低洼地，目前尚未由人工引种栽培。

## 异名
- Artemisia schrenkiana Ledeb.